# سيكو مانشولت
سيكو ليندرت مانشولت (13 سبتمبر 1908 - 29 يونيو 1995) هو مزارع وسياسي ودبلوماسي هولندي من حزب العمال الديمقراطي الاجتماعي (SDAP) ولاحقًا حزب العمل (PvdA)، شغل منصب رئيس المفوضية الأوروبية من 1 مارس 1972 حتى 5 يناير 1973.